# Delia kullensis
Delia kullensis är en tvåvingeart som först beskrevs av Ringdahl 1933.  Delia kullensis ingår i släktet Delia och familjen blomsterflugor. Arten är reproducerande i Sverige. Inga underarter finns listade i Catalogue of Life.